# Communauté de communes du Pays Mélusin
La  Communauté de communes du Pays Mélusin  était une communauté de communes française, située dans le département de la Vienne et la région Nouvelle-Aquitaine.
Le 1er janvier 2017, les fusions de communes et d'EPCI (Communauté de communes du Pays Chauvinois, Communauté de communes de Vienne et Moulière, Communauté de communes du Val Vert du Clain, Grand Poitiers) créent un nouveau Grand Poitiers à 40 communes.

## Composition
Elle est composée des 9 communes suivantes :
| Nom              | Code Insee | Gentilé          | Superficie (km2) | Population (dernière pop. légale) | Densité (hab./km2) |
| ---------------- | ---------- | ---------------- | ---------------- | --------------------------------- | ------------------ |
| Lusignan (siège) | 86139      | Mélusins         | 37,82            | 2 650 (2014)                      | 70                 |
| Celle-Lévescault | 86045      | Célestins        | 42,67            | 1 347 (2014)                      | 32                 |
| Cloué            | 86080      | Cloésiens        | 12,21            | 515 (2014)                        | 42                 |
| Coulombiers      | 86083      | Colombériens     | 27,93            | 1 136 (2014)                      | 41                 |
| Curzay-sur-Vonne | 86091      | Curzéens         | 16,52            | 426 (2014)                        | 26                 |
| Jazeneuil        | 86116      | Jazeneuillais    | 31,82            | 837 (2014)                        | 26                 |
| Rouillé          | 86213      | Rullicois        | 52,01            | 2 446 (2014)                      | 47                 |
| Sanxay           | 86253      | Sanxéens         | 24,13            | 556 (2014)                        | 23                 |
| Saint-Sauvant    | 86244      | Saint-Sauvantais | 59,58            | 1 301 (2014)                      | 22                 |

## Compétences
- Aménagement de l'espace
- Développement économique et touristique
- Gestion des déchets ménagers
- Soutien à la vie locale

## Autres adhésions
Cette Communauté de communes fait partie du syndicat mixte du Pays des Six Vallées depuis 1998.

## Administration
| Période                                  | Période | Identité     | Étiquette | Qualité            |
| ---------------------------------------- | ------- | ------------ | --------- | ------------------ |
| ?                                        | 2016    | René Gibault | PS        | Conseiller général |
| Les données manquantes sont à compléter. |         |              |           |                    |